# П'єтро Гаспаррі
П'єтро Гаспаррі (італ. Pietro Gasparri; 5 травня 1852, Каповалацца, Папська область — 18 листопада 1934, Рим, королівство Італія) — італійський куріальний кардинал і ватиканський дипломат.
Дядько кардинала Енріко Гаспаррі. Титулярний архієпископ Кесарії Палестинської з 2 січня 1898 до 16 грудня 1907. Апостольський делегат і надзвичайний посланник в Перу, Еквадорі та Болівії з 26 березня 1898 по 23 квітня 1901 року. Секретар Священної Конгрегації надзвичайних церковних справ з 23 квітня 1901 до 16 грудня 1907. Камерленго Священної колегії кардиналів з 24 травня 1914 по 22 січня 1915. Державний секретар Святого Престолу з 13 жовтня 1914 по 7 лютого 1930. Голова Комісії майна Святого Престолу з 13 жовтня 1914 по 7 лютого 1930. Префект апостольського палацу з жовтня 1914 по жовтень 1918. до мерленго з 4 грудня 1916 по 18 листопада 1934. Голова Папської Комісії з автентичного тлумачення Кодексу канонічного права з 18 жовтня 1917 по 18 листопада 1934. Префект Священної Конгрегації надзвичайних церковних справ з 5 липня 1925 по 7 лютого 1930. Кардинал-священик з 16 грудня 1907 року з титулом церкви Сан-Бернардо-алле-Терме; з 19 грудня 1907 по 9 грудня 1915. Кардинал-священик з титулом церкви Сан-Лоренцо-ін-Лучина з 22 січня 1915.